# دورا 1

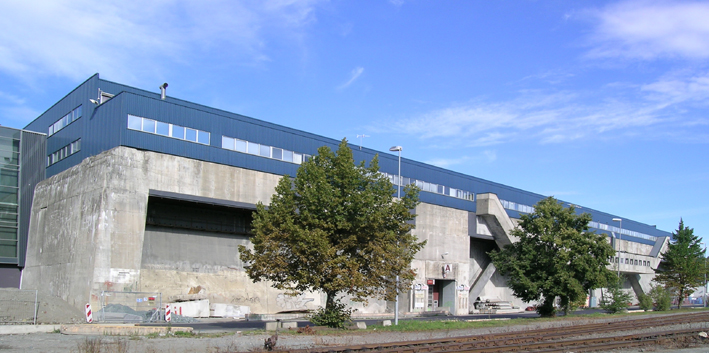
دورا 1، مخبأ غواصات سابق

دورا 1 (Dora 1) هي قاعدة غواصة ألمانية سابقة وحوض غواصات أو مخبأ تم بناؤه في تروندهايم، النرويج. تم بناء القبو (المعين من قبل الألمان باسم دورا I) خلال الحرب العالمية الثانية. يوجد بالقرب من دورا 2 غير المكتملة (Dora 2). يشار إلى تروندهايم تقليديًا باسم Drontheim باللغة الألمانية، واسم دورا هو الحرف "D" في الأبجدية الصوتية الألمانية.

## التاريخ

### خلفية
بعد احتلال النرويج في عام 1940، سرعان ما تم إدراك أن البلاد لديها مرافق محدودة فقط للإصلاحات البحرية الطفيفة. عادة ما يعني العمل الأكثر شمولاً العودة إلى ألمانيا. طغت استسلام فرنسا بعد شهرين على الأهمية الاستراتيجية للنرويج إلى حد ما، لكنها لا تزال تعتبر موقعًا أفضل للوصول إلى المحيط الأطلسي والقطب الشمالي من ألمانيا. ومع ذلك، كانت هناك حاجة إلى حماية أفضل لغواصات يو من الهجوم الجوي لذلك تم التحريض على برنامج بناء المخابئ.
عملت قواعد الغواصات الألمانية في النرويج المحتلة بين عامي 1940 و1945، عندما حولت كريغسمارينه (البحرية الألمانية) عدة قواعد بحرية في النرويج إلى قواعد غواصات. كانت تروندهايم قاعدة مهمة للغواصات في النرويج خلال الحرب. كانت موطنًا لأسطول يو-بوت الثالث عشر وكان لديها 55 يو بوت مخصصًا لقافلة السفن أثناء خدمتها.

### أعمال بناء

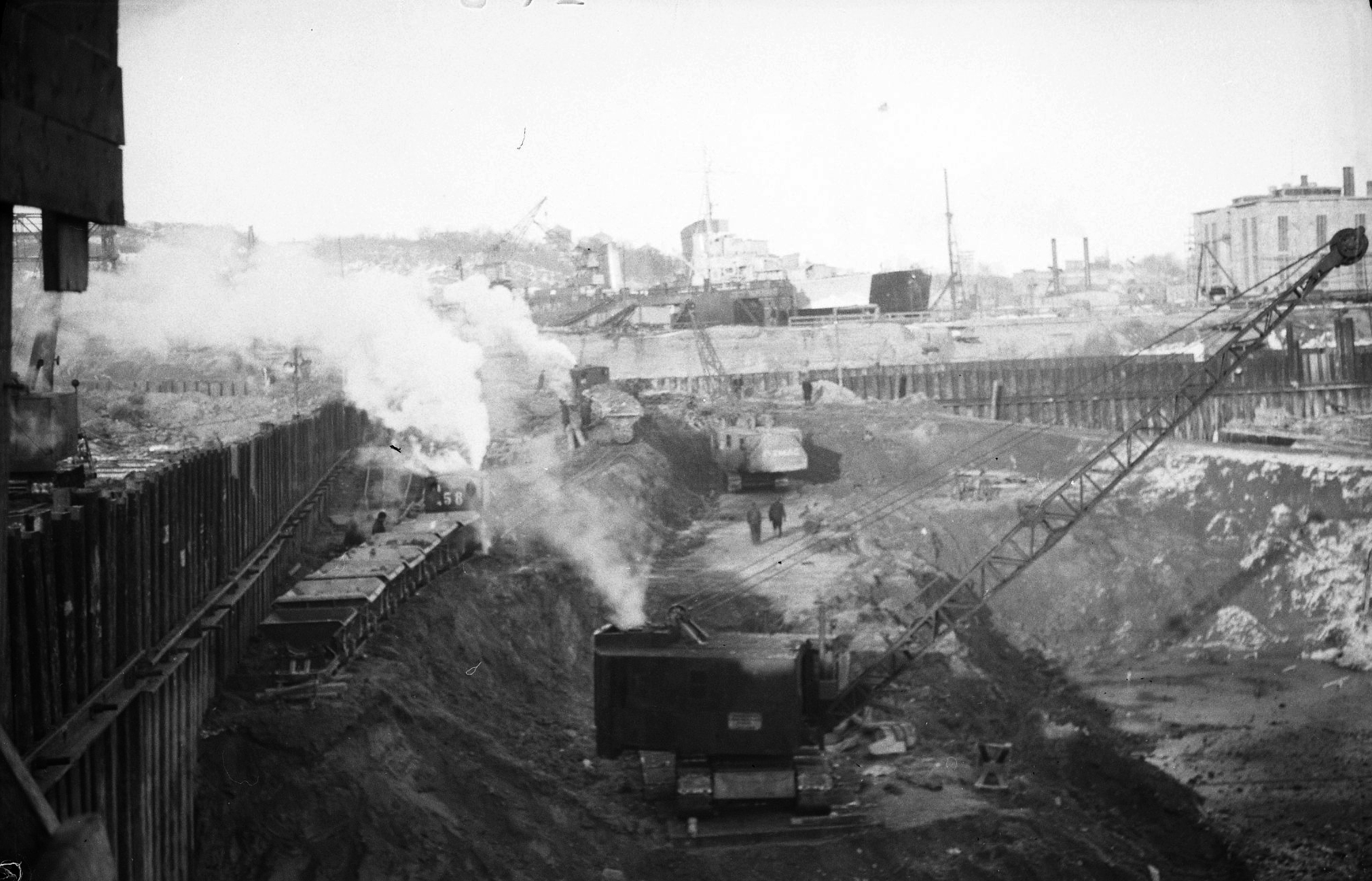
بناء القبو

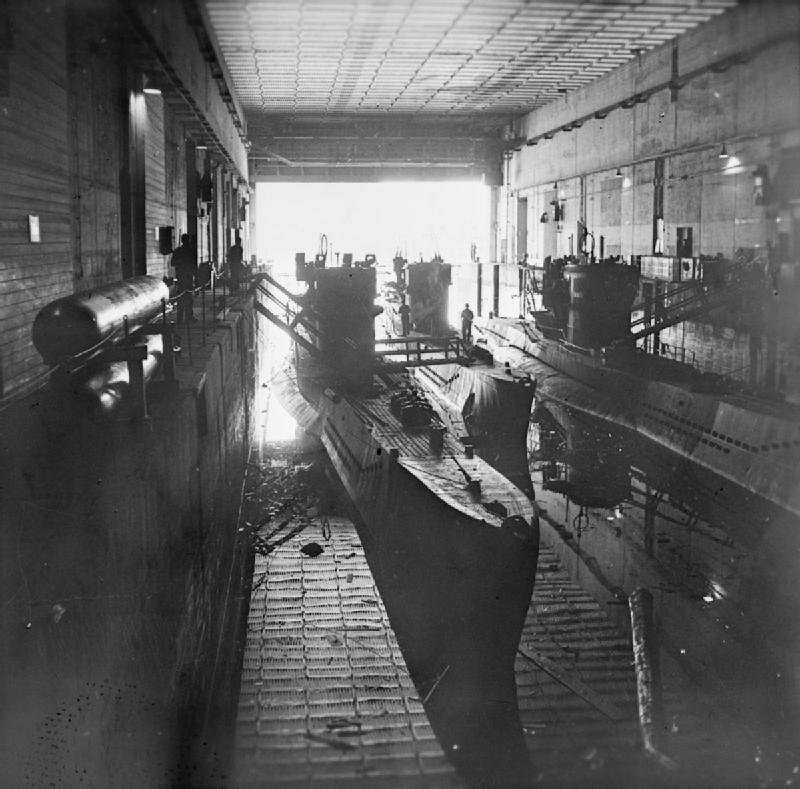
ثلاثةغواصات يو في مخبأ غواصات في تروندهايم، 19 مايو 1945

بدأ بناء القبو الذي سيصبح جزءًا من أكبر قاعدة بحرية ألمانية في شمال أوروبا، في خريف عام 1941، بعد عام واحد من غزو النرويج. كان السقف الخرساني 3.5 متر (11 قدم 6 بوصة) سميكة ومعززة بالصلب. كانت الجدران أيضًا خرسانية ولكن هذه كانت بسمك 3 متر (9 قدم 10 بوصة). كان المخبأ بأكمله 153 by 105 متر (167 يارد × 115 يارد). تم تنفيذ العمل من قبل منظمة Wins Einsatzgruppe 'Wiking' التابعة لمنظمة تودت وشركة البناء Sager & Wörner من ميونيخ.
استخدمت منظمة تودت العبودية على نطاق واسع؛ توفي خمسة عمال صرب عندما سقط عليهم جدار. أثار هذا الحادث شائعة واسعة الانتشار بأن الألمان تركوا الجثث ببساطة داخل الجدار. في حين أن المهندسين الألمان قد حسبوا أن الجثث الخمسة لن تضعف التحصين بشكل كبير، تم إزالة الجثث قبل استمرار البناء.
لم تكن الصعوبات مع القوى العاملة هي المشكلة الوحيدة. كان الحصول على المواد الخام مشكلة أيضًا. تم تشييد العديد من المباني النرويجية من الأخشاب، لذا كان من الصعب استخراج الأسمنت والرمل والركام - وهي المكونات الأساسية لإنتاج الخرسانة - بكميات كافية. تم استيراد الفولاذ المطلوب للتعزيزات في الغالب من ألمانيا. كما لعب الطقس دوره؛ غالبًا ما تأثرت الطرق والسكك الحديدية بالثلج والجليد. أثبتت وحدات الإقامة الجاهزة من ألمانيا أنها غير كافية. تأخر المزيد من السفن بسبب الطقس من تدخل العدو. كما تم استيراد معظم آلات البناء.
كانت المخابئ في النرويج مقررة في الأصل لبناء طابق ثان فوق أقلام الغواصات. كان هذا لإيواء السكن وورش العمل والمكاتب. تم التخلي عن الفكرة في نهاية عام 1941 بسبب المشاكل المذكورة بالفعل. لم يساعد اختيار الموقع أيضًا. ثبت أن الطين المتراكم، فوق طبقات الطين والرمل غير متوافق مع التصميمات القائمة وكان غير مستقر بحيث يجب بناء المخبأ في أجزاء واستقراره قبل مواصلة البناء.

## صالة عرض

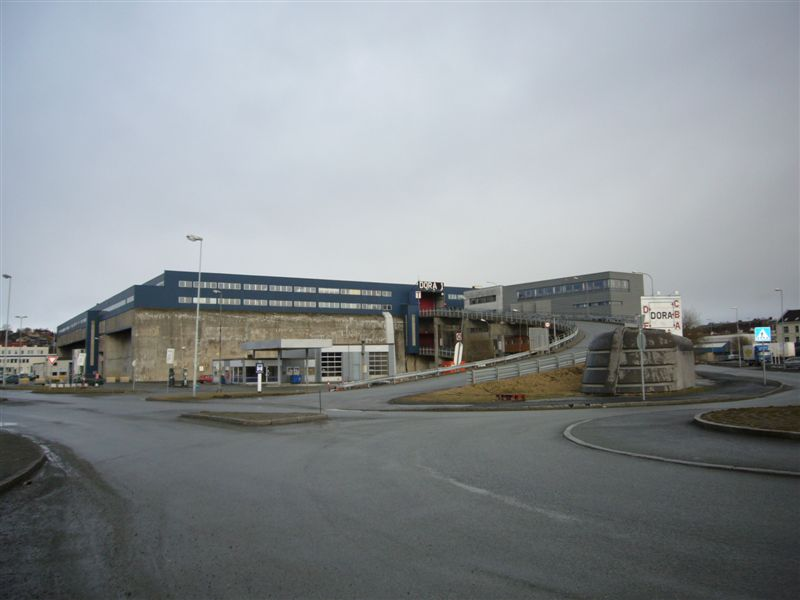
منظر أمامي كامل للمجمع.
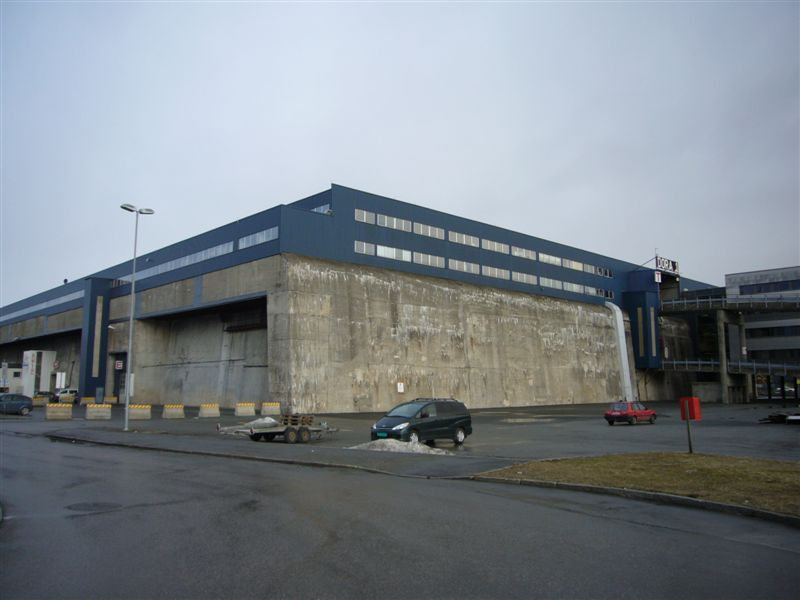
عرض الزاوية ، يظهر سمك الخرسانة.
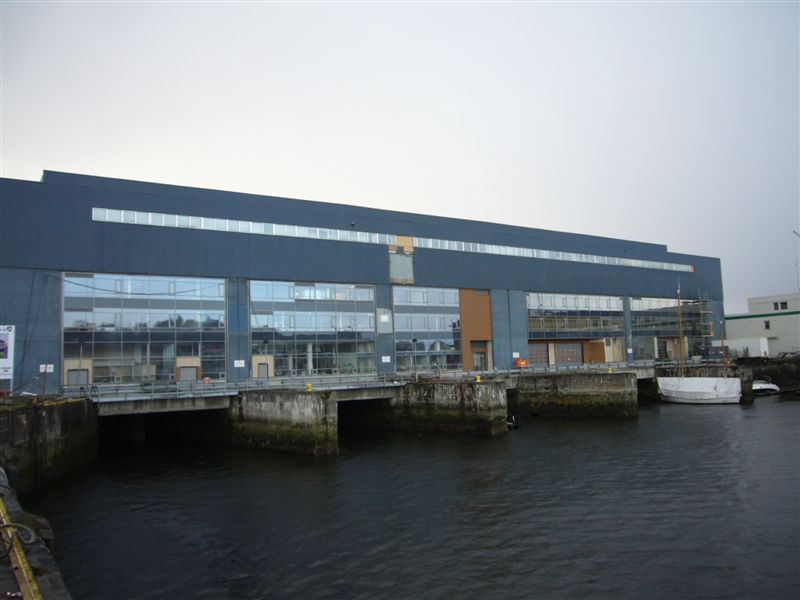
في الآونة الأخيرة ، كان الجانب المضيق قيد التجديد.
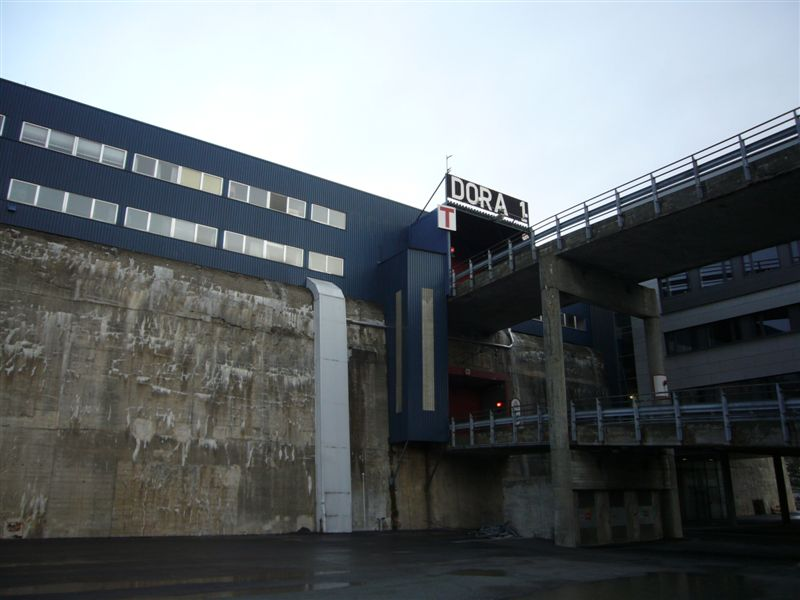
صورة مقربة لمنحدرات رفع على الجانب الأمامي.
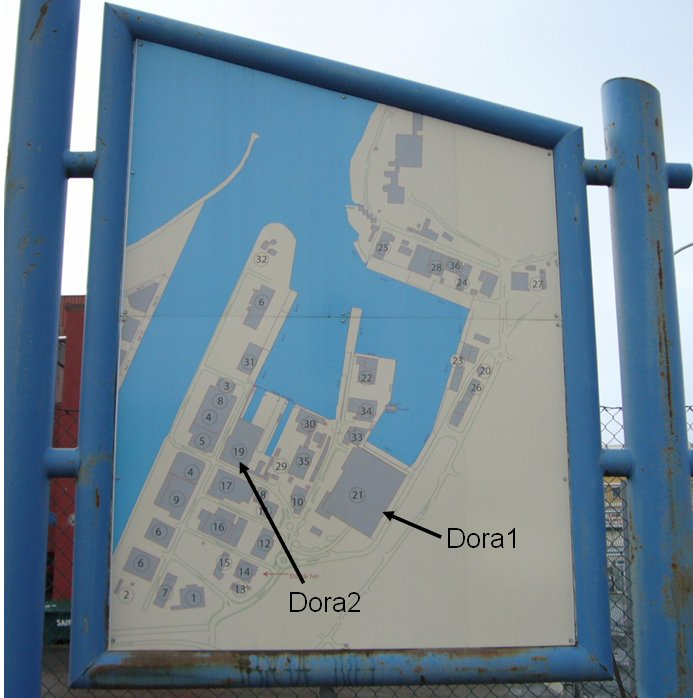
لافتة تظهر المباني في منطقة ميناء المضيق البحري مع إضافة أسهم للإشارة إلى مجمعات دورا.

## روابط خارجية
- NRK ، Historien om Dora باللغة النرويجية
- ما تبقى من درة بنكر اليوم